# Municipio de Flag
El municipio de Flag (en inglés: Flag Township) es un municipio ubicado en el condado de Stone en el estado estadounidense de Arkansas. En el año 2010 tenía una población de 152 habitantes y una densidad poblacional de 2,92 personas por km².

## Geografía
El municipio de Flag se encuentra ubicado en las coordenadas 35°49′10″N 92°22′48″O / 35.81944, -92.38000. Según la Oficina del Censo de los Estados Unidos, el municipio tiene una superficie total de 52.08 km², de la cual 51,97 km² corresponden a tierra firme y (0,2 %) 0,11 km² es agua.

## Demografía
Según el censo de 2010, había 152 personas residiendo en el municipio de Flag. La densidad de población era de 2,92 hab./km². De los 152 habitantes, el municipio de Flag estaba compuesto por el 98,68 % blancos y el 1,32 % eran de una mezcla de razas. Del total de la población el 0,66 % eran hispanos o latinos de cualquier raza.